# Alocasia devansayana
Alocasia devansayana là một loài thực vật có hoa trong họ Ráy (Araceae). Loài này được (L.Linden & Rodigas) Engl. mô tả khoa học đầu tiên năm 1912.